# Timea stenosclera
Timea stenosclera är en svampdjursart som beskrevs av George John Hechtel 1969. Timea stenosclera ingår i släktet Timea och familjen Timeidae.
Artens utbredningsområde är havet kring Barbados. Inga underarter finns listade i Catalogue of Life.